# Heteronebo portoricensis
Espèce
Heteronebo portoricensis est une espèce de scorpions de la famille des Diplocentridae.

## Distribution
Cette espèce est endémique de Porto Rico. Elle se rencontre vers Mayagüez et Adjuntas.

## Description
La femelle holotype mesure 31,15 mm.

## Étymologie
Son nom d'espèce, composé de portoric[o] et du suffixe latin -ensis, « qui vit dans, qui habite », lui a été donné en référence au lieu de sa découverte, Porto Rico.

## Publication originale
- Francke, 1978 : Systematic revision of diplocentrid scorpions (Diplocentridae) from circum-Caribbean lands. Texas Tech University Museum Special Publications, no 14, p. 1-92 (texte intégral).